# Грозненский нефтеперерабатывающий завод
Грозненский нефтеперерабатывающий завод имени В. И. Ленина — располагавшийся в Грозном нефтеперерабатывающий завод, в советский период одно из крупнейших предприятий отрасли на Северном Кавказе.

## История
В 1895 году фирмой «Ахвердов и К°» был создан нефтеперерабатывающий завод. Оборудование завода составляли два перегонных куба, с помощью которых производили смазочные масла и битум.
В том же году был введен в эксплуатацию второй нефтеперегонный завод «Успех».
Продолжительнее всех строился третий завод «Управления Владикавказской железной дороги» — до лета 1896 года. Он был самым крупным в Грозном из построенных английскими специалистами. Возводил его Ф. А. Инчик, способный инженер, автор оригинальной системы непрерывной перегонки нефти. Производительность завода была выше «Лимитеда» и «Успеха», вместе взятых, — он мог переработать до 40 миллионов пудов нефти в год.
Нефтеперерабатывающий завод предприятия «И. А. Ахвердов и К°», возведенный британской «Steward limited», стал первым предприятием Грозненской нефтеперерабатывающей отрасли. До августа 1899 года на заводе велось только испытательное производство и только в сентябре 1899 года он был выведен на проектную мощность.
В советское время завод был оснащён высокопроизводительными установками для глубокой переработки нефти. Также был освоен выпуск новых видов продукции.
Во время Великой Отечественной войны завод обеспечивал Красную армию необходимыми нефтепродуктами. За успешное выполнение этой задачи Указом Президиума Верховного Совета СССР от 6 февраля 1942 года завод был награждён орденом Трудового Красного Знамени.
В 1953 году на заводе была пущена в эксплуатацию одна из первых в стране установок по деасфальтизации продуктов нефтепереработки пропаном.
В 1967 году заводу было присвоено имя В. И. Ленина. Продукция завода широко использовалась по всей стране и экспортировалась в десятки стран. В 1980-е годы номенклатура продукции завода составляла примерно 80 наименований.
Уничтожен российской авиацией в 1999 году. На космоснимках 2010 годов видно что территории завода полностью снесены.